# Kaita (Katsina)
Pour les articles homonymes, voir Kaita.
Kaita est une zone de gouvernement local de l'État de Katsina au Nigeria. Sa capitale est la ville de Kaita.

## Source
- (en) Cet article est partiellement ou en totalité issu de l’article de Wikipédia en anglais intitulé « Kaita, Nigeria » (voir la liste des auteurs).